# XHCDMX-FM
XHCDMX-FM, conocida como "Violeta Radio", fue una estación de radio comunitaria en 106.1 FM en la Ciudad de México. La estación se describe a sí misma como una estación de radio "feminista"; su concesión está en manos de la Alianza por el Derecho Humano de las Mujeres a Comunicar, A.C., asociación civil formada por varias organizaciones y activistas de mujeres.

## Historia
En 2016, el Instituto Federal de Telecomunicaciones (IFT) redujo el espaciamiento obligatorio entre estaciones en la banda FM de 800 kHz a 400 kHz;  esto, junto con la designación en 2014 de 106-108 MHz como banda reservada para radios comunitarias e indígenas y el reconocimiento en 2013 de dichas estaciones en la ley de radiodifusión, abrió la puerta a la adjudicación de dos nuevas estaciones de radio en la Ciudad de México.
La concesionaria estaba formada por dos asociaciones civiles, Salud Integral para la Mujer, AC (SIPAM) y Comunicación e Información de la Mujer, AC (CIMAC), además de Aimée Vega Montiel, investigadora del Centro de Estudios Interdisciplinarios de la UNAM en el  Ciencias y Humanidades (CEIICH), para perseguir una de las nuevas frecuencias que estarán disponibles, presentando una solicitud en mayo de 2016. El 23 de agosto de 2017, los siete comisionados del IFT votaron por unanimidad para adjudicar una concesión a Alianza por el Derecho Humano de las Mujeres a Comunicar para la primera estación de radio comunitaria con licencia de la Ciudad de México. La concesión se recibió formalmente el 29 de noviembre, lo que permitió a Alianza comenzar la construcción de la estación. Se proyectaba inicialmente que XHCDMX-FM se registraría a principios de 2018.
Como estación de radio operada por mujeres, su antecedente más significativo fue XEMX-AM 1380 "Radio Femenina", que operó con un formato de programas orientados a las mujeres entre 1952 y 1960, pero fue propiedad de hombres.  Como estación comunitaria, se une a varias estaciones licenciadas en el Valle de México, todas operando en los suburbios del Estado de México, incluyendo XHNEZ-FM y XHARO-FM en Ciudad Nezahualcóyotl;  XHOEX-FM en Texcoco;  y XHCHAL-FM en Chalco.
El 27 de febrero de 2018, Violeta Radio realizó una presentación en el Museo Memoria y Tolerancia para presentar la nueva emisora.  En el evento se anunció un acuerdo con Radio Educación por el cual la antena de XHCDMX se instalaría en la misma torre que la estación FM de Radio Educación. Sin embargo, Violeta Radio no construyó sus instalaciones en 2018 (XHEP-FM en sí mismo no firmó hasta noviembre). En febrero de 2019, en una entrevista con el periódico El Economista, la nueva Directora de Radio Educación, Gabriel Sosa Plata, dijo que, si bien había habido algunas demoras en la parte de Violeta Radio, se esperaba que la estación fuera del aire en mayo, aunque XHCDMX comenzó a probar el 14 de marzo.

## Programación
En una entrevista, Maru Chávez de SIPAM afirmó que la emisora está diseñada como un "contrapeso a los estereotipos de género" y contará con una variedad de programas, incluyendo noticias, desde una perspectiva de género. Vega Montiel describió el objetivo de Violeta Radio como "producir programas que sean útiles para mujeres, adolescentes y niñas, que discutan derechos humanos y reproductivos, derechos laborales, derecho a la educación".  La mayor parte de la programación de XHCDMX al registrarse se grabará en los estudios de Radio Educación.